# Lubor Blažek
Lubor Blažek, né le 28 février 1954, est un entraîneur tchèque de basket-ball.